# 장 랑게뉘
장 랑게뉘 혹은 존 란제누스(John Langenus, 1891년 12월 9일~1952년 10월 1일)은 벨기에의 축구 심판이다. FIFA 월드컵 사상 최초의 국제 심판이자 1930년 FIFA 월드컵 결승전 주심을 맡았다.
1930년 7월 우루과이에서 열린 1930년 FIFA 월드컵 주심으로 발탁된 그는 미국-아르헨티나전, 우루과이-아르헨티나전 등의 주심을 담당했다. 말년에는 자서전 《세계에서 휘슬을 분다》(Whistling in the World)를 저술하였다.